# Люди Икс (мультсериал)
«Люди Икс» (англ. X-Men), полное название «Люди Икс: Мультсериал» (англ. X-Men: The Animated Series) — американо-канадский мультсериал, вторая адаптация комиксов издательства Marvel об одноимённой команде супергероев-мутантов, следующая за пилотным выпуском «Прайд из Людей Икс»; премьерный показ первой серии первого сезона состоялся утром 31 октября 1992 года в США на канале Fox Kids. Сериал имел огромный успех, став одним из самых популярных мультсериалов за всю историю телевидения и во многом способствовав популярности своей основной франшизы. Продолжение возрождённого мультсериала — «Люди Икс ’97» — вышло на стриминг-сервисе Disney+ в марте 2024 года.

## Обзор
В 1991 году главой Fox Children's Network (впоследствии Fox Kids) стала Маргарет Лош. Ранее поддержав пилотный выпуск «Прайд из Людей Икс», Лош в новом качестве быстро составила порядок для первых 13 эпизодов. Для производства сериала был заключён контракт с компанией Saban Entertainment, которая, в свою очередь, наняла в помощь небольшую студию Graz Entertainment; последняя набрала к себе творческий состав, написала сценарий и раскадровку к первым эпизодам. Озвучивание проводилось на канадских студиях; анимацией занималась южнокорейская студия AKOM. Премьерный показ первого эпизода был намечен на сентябрь (конкретно – выходной в честь Дня труда), но из-за задержек с производством был перенесён на конец октября. Когда команда AKOM сдала первый эпизод, в нём обнаружилось сотни ошибок анимации, которые AKOM отказывалась исправлять; второй эпизод был сдан в считанные дни до конечного срока, имея до 50 отсутствующих сцен; на доработку материала имелся только один день, и как следствие, Fox грозила разорвать контракт с AKOM. В итоге, из-за ограничений по времени, эти два эпизода, сведённые в единый двухчастный эпизод под названием «Night of the Sentinels» (с англ. — «Ночь Стражей»), были выпущены в эфир в этой незаконченной форме 31 октября 1992 года под видом «предварительного показа». Впоследствии, при повторном показе эпизода в 1993 году, ошибки были исправлены. Сериал по итогам первого сезона показал высокие рейтинги, что сделало возможным его продление на второй сезон из 13 эпизодов.
После успеха в прокате фильма «Люди Икс» Брайана Сингера летом 2000 года, Fox возвратила мультсериал на вечерний эфир по будням; начав с показа эпизодов, по сюжету соответствовавших сценам из фильма, Fox позднее перешла к порядку, соответствовавшему оригинальному показу. Таким образом сериал продержался до начала 2001 года, после чего перешёл на каналы ABC Family и Toon Disney в связи с приобретением Disney программ Saban Entertainment; позднее, с упразднением Toon Disney, сериал перешёл на вновь созданный канал Disney XD.

### Синопсис
Мультсериал представляет команду Людей Икс в образе, созданном для них художником Джимом Ли в публикациях начала 1990-х годов; состав титулярной команды в мультсериале преимущественно соответствует «Синей» команде, введённой в серии X-Men vol. 2; помимо этого, в сериал был введён условно «новый» персонаж Морф, созданный на основе другого участника команды Оборотня.
В мультсериале уделяется внимание различным общественным проблемам: бракоразводным делам («Proteus»), роли христианства («Nightcrawler», «Bloodlines»), Холокосту («Enter Magneto», «Deadly Reunions», «Days of Future Past» и «The Phalanx Covenant»), истерике вокруг ВИЧ/СПИД («Time Fugitives»), чувству одиночества («No Mutant is an Island») и влиянию телевидения («Mojovision» и «Longshot»).
В первом сезоне сериала команда сталкивается с противниками как со стороны людей, пытающихся истребить мутантов как вид с помощью создаваемых ими Стражей, так и со стороны мутантов: Магнето, пытающегося развязать войну между людьми и мутантами; и Апокалипсиса, стремящегося переустроить мир в пользу наиболее, по его мнению, достойных для выживания в нём. В числе других сюжетов этого сезона — гибель Морфа от рук Стражей; заключение Зверя в тюрьме; покушение на сенатора Роберта Келли с целью обратить общество против мутантов. Во втором сезоне происходит свадьба Скотта Саммерса и Джин Грей, омрачённая вмешательством Мистера Злыдня, планирующего использовать их ДНК с целью создать армию совершенных мутантов. Погибший, как казалось в первом сезоне, Морф возвращается, спасённый Злыднем, но обращённый против своих товарищей. Также показывается всё нарастающая брешь между мутантами и обычными людьми; со стороны последних на сцену выходит группа «Друзья человечества», выступающая за преследование мутантов. Также возвращается Апокалипсис, в этом сезоне создающий смертоносную инфекцию, направленную против людей.
Третий сезон сериала представил адаптированную версию «Саг» Криса Клэрмонта из комиксов: «Саги о Фениксе» и «Саги о Тёмном Фениксе»; соответственно, в сериале появились персонажи из вышеозначенных сюжетов, включая расу ши'ар с их императрицей Лиландрой. Также сезон выводит бывшую возлюбленную и противницу Росомахи Леди Смертельный Удар, бывшего участника команды Человека-Льда и таинственного Короля теней.

### Озвучивание
| Актёр             | Роль                               | Сезоны |
| ----------------- | ---------------------------------- | ------ |
| Седрик Смит       | Чарльз Ксавьер / Профессор Икс     |        |
| Норм Спенсер      | Скотт Саммерс / Циклоп             |        |
| Кэтрин Дишер      | Джин Грей / Феникс / Чудо-Девушка  |        |
| Джордж Бьюза      | Генри «Хэнк» Маккой / Зверь        |        |
| Катал Дж. Додд    | Логан / Росомаха                   |        |
| Иона Моррис       | Ороро Монро / Гроза                | 1      |
| Элисон Сили-Смит  | Ороро Монро / Гроза                | 2—5    |
| Ленор Занн        | Анна-Мария / Шельма                |        |
| Крис Поттер       | Реми Этьен Лебо / Гамбит           | 1—4    |
| Тони Дэниэлс      | Реми Этьен Лебо / Гамбит           | 5      |
| Элисон Корт       | Джубилейшен Ли / Джубили           |        |
| Дэвид Хемблен     | Эрик Леншерр / Магнето             |        |
| Лэлли Кадо        | Мойра Мактаггерт                   |        |
| Рик Беннет        | Кейн Марко / Джаггернаут           |        |
| Рик Беннет        | Пётр Распутин / Колосс             | 1      |
| Роберт Кайт       | Пётр Распутин / Колосс             | 2      |
| Стивен Уйметт     | Уоррен Уортингтон III / Ангел      |        |
| Деннис Акаяма     | Роберт «Бобби» Дрейк / Человек-Лёд |        |
| Деннис Акаяма     | Сиро Ёсида / Солнечный огонь       |        |
| Адриан Хью        | Курт Вагнер / Ночной Змей          |        |
| Таша Симмс        | Элизабет «Бетси» Брэддок / Псайлок |        |
| Рон Рубин         | Кевин Сидней / Морф                |        |
| Рэндолл Карпентер | Рейвен Даркхолм / Мистик           | 1—2    |
| Дженнифер Дэйл    | Рейвен Даркхолм / Мистик           | 4—5    |
| Грэхэм Хейли      | Сент-Джон Аллердайс / Пиро         |        |
| Филипп Акин       | Лукас Бишоп                        |        |
| Лоуренс Бэйн      | Нэйтан Саммерс / Кэйбл             |        |
| Лоуренс Бэйн      | Стив Роджерс / Капитан Америка     |        |
| Джон Коликос      | Эн Сабах Нур / Апокалипсис         | 1—2; 4 |
| Джеймс Блендик    | Эн Сабах Нур / Апокалипсис         | 5      |
| Кристофер Бриттон | Натаниэль Эссекс / Мистер Злыдень  |        |
| Дон Фрэнкс        | Виктор Крид / Саблезубый           |        |
| Адриан Иган       | Пьетро Максимов / Ртуть            |        |
| Сьюзэн Роман      | Ванда Максимова / Алая ведьма      |        |
| Сьюзэн Роман      | Каллисто                           |        |
| Дэвид Фокс        | Стражи                             |        |
| Лен Карлсон       | Роберт Келли                       |        |
| Бретт Хэлси       | Боливар Траск                      |        |
| Бэрри Флэтмэн     | Генри Питер Гайрич                 |        |
| Камилла Скотт     | Лиландра Нерамани                  |        |
| Ричард Эпкар      | Калларк / Гладиатор                |        |

## Влияние
Мультсериал получил огромный успех как в финансовом плане, так и в плане восприятия зрителями; наряду с сериалом «Бэтмен» он способствовал появлению последующих экранизаций комиксов в 1990-х и 2000-х годах. На пике популярности сериал имел очень высокие рейтинги с учётом расположения в эфире. Критики с одобрением отзывались о включении в сериал многих сюжетных линий из комиксов. В 2009 году портал IGN поместил «Людей Икс» на 13 позицию из 100 в рейтинге «Лучших мультсериалов всех времён». На портале Internet Movie Database в рейтинге «Лучшие сериалы (не менее 5000 оценок)» сериал держит 152-ю позицию.

## Спин-оффы

### X-Men Adventures
Вскоре после появления мультсериала в эфире была запущена сопутствующая серия комиксов под названием X-Men Adventures, освещавшая события первых трёх сезонов сериала. С апреля 1996 года серия стала выходить под названием Adventures of the X-Men; в ней уже публиковались сюжеты, происходившие в пределах реальности сериала. Серия была завершена в марте 1997 года, вскоре после завершения показа сериала.
Пятый том издания Official Handbook of the Marvel Universe A-Z Hardcovers указывает сеттинг мультсериала как один из миров мультивселенной Marvel, носящий наименование Земли-92131; пораженный чумой альтернативный мир, появление которого пытался предотвратить Бишоп, указан как Земля-13393; мир, в котором чума была остановлена стараниями Кейбла, указан как Земля-121893.

### X-Men '92
Серия комиксов X-Men '92, начатая в рамках ивента Secret Wars в 2015 году и впоследствии продолженная в рамках новой вселенной Marvel, основана на данном сериале, с участием в ней многих персонажей из последнего.

## Возрождение
В августе 2020 года было объявлено, что Disney+ ведёт переговоры о возрождении мультсериала. 12 ноября 2021 года, Marvel Studios заявила о производстве сиквела «Людей Икс» 1992 года под названием «Люди Икс ’97», с запланированной премьерой на 2023 год. Додд, Занн, Буза, Сили-Смит, Поттер, Дишер, Хаф и Бриттон вернутся к озвучиванию персонажей в новом проекте, тогда как Дженнифер Хейл, Анниваа Буачи, Мэтью Уотерсон, Джей Пи Карлиак, Холли Чо, Джефф Беннетт и Эй Джей Локацио озвучат новых героев. Мультсериал не является частью Кинематографической вселенной Marvel. Мультсериал-возрождение вышел 20 марта 2024 года.